# She (バンド)
she（シー）は、スウェーデン系ポーランド人の Lain Trzaska によるソロプロジェクト。shemusic や Pjat Lain と表記されることもある。音源の多くを、自らのホームページにおいて無料で公開している。
正式なメンバーは Lain Trzaska 一人であるが、場合によってはボーカルをフィーチャーする。

## 概要
Lain Trzaska は、1983年にポーランドのクラクフで生まれた。もともとクラシックピアノを習っていたが、コンピューターでの作曲に興味を持ち、本格的に作曲をするようになった。2003年から she として活動を開始。
2008年にポニーキャニオンと契約、メジャーデビューを果たした。

## 音楽スタイル
she の音楽はエレクトロニカやチップチューンに分類され、多くの楽曲では8ビットのファミコン音源が用いられている。また、電子音と共に生楽器を取り入れることも多いほか、さまざまな女性ボーカルを起用している。そのほか、グリッチや、CDの音飛びを再現したような音を取り入れることも特徴の一つとして挙げられる。
楽曲の製作にはRenoiseなどを使用している。

## ディスコグラフィー
she がリリースしている音源のうち、ポニーキャニオンからリリースされたアルバム以外は、すべて公式ページから無料でダウンロードできる。またそれらの音源は、クリエイティブ・コモンズ 3.0 (表示-非営利-改変禁止)でライセンスされている。

### EP/コンピレーション
- Emit and Exude (2004年5月4日)
- digital ambient designs (2005年3月16日)
- Pioneer (2006年12月20日)
- days (2007年6月17日)
- chiptek (2008年11月1日)

### シングル
- And Beyond (2005年7月5日)
- Songbird (2007年2月10日)
- 2008/Chiptune Superstar (2008年12月20日)

### ポニーキャニオンからリリース
- Coloris (2008年06月17日)
- Orion (2009年9月16日)